# Vicente Salvador Gómez

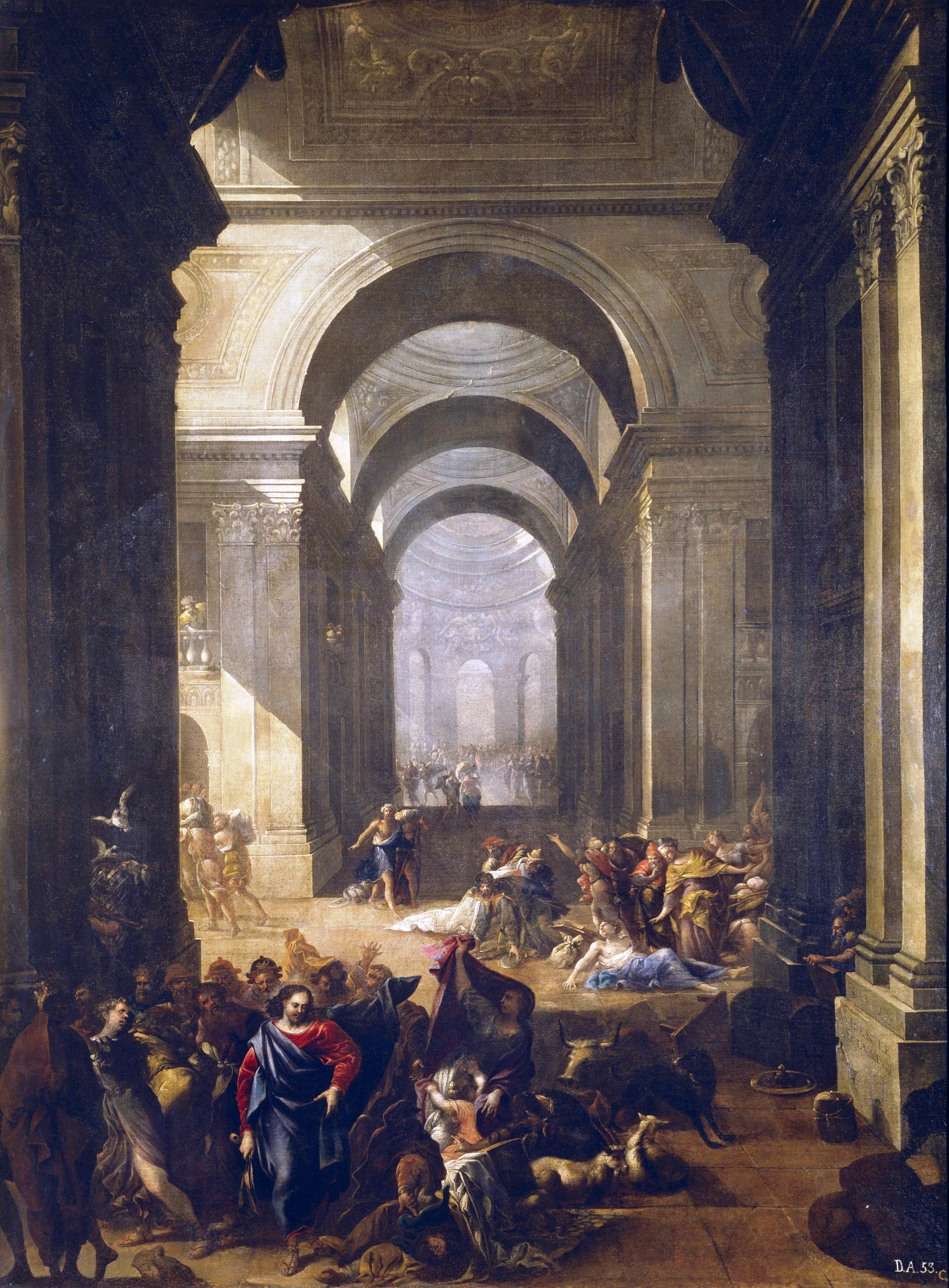
Expulsión de los mercaderes del templo, óleo sobre lienzo, 135 x 101 cm, Madrid, Museo del Prado.

Vicente Salvador Gómez (Valencia 1637-1678) fue un pintor barroco español natural de Valencia, ciudad en la que actuó como «Académico Mayor» de la academia de dibujo establecida en el convento de Santo Domingo.

## Biografía y obra
Bautizado con el nombre de Pedro Vicente Juan Bautista el 1 de mayo de 1637 en la iglesia de San Martín, Vicente Salvador Gómez fue hijo del también pintor Pedro Salvador y con él se iniciaría en la práctica de la pintura junto con su hermano Luciano, quien también llegaría a ser pintor de cierto renombre imitando estampas flamencas. Pero es probable que perfeccionase sus estudios en el taller de Jerónimo Jacinto Espinosa, cuya huella se advierte en sus obras tempranas, y quizá realizase un viaje a Italia, extremo que no ha podido confirmarse documentalmente. Ya Orellana afirmaba que había sido un pintor precoz, pues con catorce años había pintado algunos lienzos de la vida de san Ignacio de Loyola para la Casa Profesa de Valencia, localizados en fecha reciente y publicados por el profesor Rafael García Mahíques, quien advirtió la utilización de la serie de estampas de la vida del santo publicadas en Amberes en 1610.
De su abundante producción conservada, las primeras obras que se pueden fechar con seguridad son las dedicadas a san Vicente Ferrer en su capilla del convento de Santo Domingo de Valencia (1665), pinturas cercanas a la obra de Espinosa y de no inferior calidad. Muy distintas son otras obras, consideradas posteriores, en las que el pintor se interesó por las perspectivas arquitectónicas profundas, con un tratamiento muy dinámico de las figuras y un dramático estudio de la luz, como se puede encontrar en la Expulsión de los mercaderes del templo del Museo del Prado.

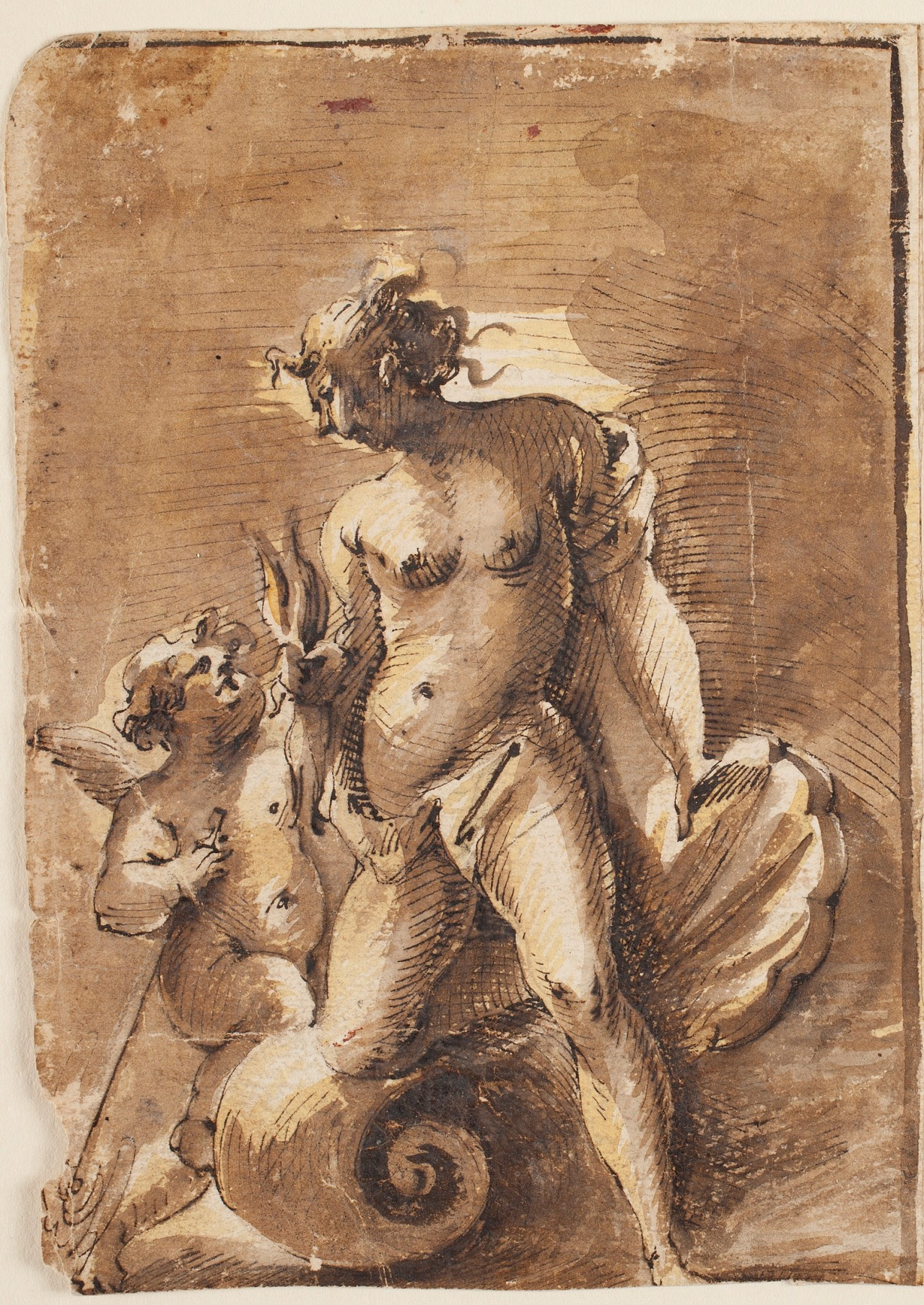
Venus y Cupido, aguada parda y pluma sobre papel verjurado amarillento, Madrid, Museo del Prado, Gabinete de Dibujos, Estampas y Fotografías.

Sus intereses intelectuales quedan reflejados en su biblioteca, con libros, modelos, dibujos y estampas en buena parte procedentes de la colección que Alonso Cano había dejado en la cartuja de Portaceli, colección adquirida por Salvador Gómez en 1673, y en su dedicación al frente de la academia establecida en el convento de Santo Domingo, donde se impartían lecciones teóricas y prácticas de dibujo a artistas y miembros de la nobleza y del clero, de la que dejó una muy viva descripción José García Hidalgo, partícipe en ella durante su estancia en Valencia por los años de 1670. Para ella preparó una Cartilla y fundamentales reglas de la Pintura, que no se llegó a publicar, conservada fragmentariamente en la Real Biblioteca del Palacio Real de Madrid. Fechada en 1674, va firmada por Salvador Gómez con el título de «familiar del Santo Oficio y censor de las pinturas en su decencia y culto».